# Michael Collins (árbitro)
Michael Collins es un árbitro de fútbol gaélico del condado de Cork, Irlanda. Es originario del condado de Clonakilty.
Collins comenzó a arbitrar en 1985 cuando dirigió un partido de la liga de fútbol juvenil B de West Cork en Barryroe. Después de cuatro años, formó parte del panel de árbitros de Cork GAA.
Hizo su debut oficial en 1994,en un partido entre Waterford y Tipperary.Fue árbitro del partido entre Limerick y Tipperary del Munster Senior de 1998. Más tarde ofició la final del Ulster Senior de 2001, los cuartos de final del All-Ireland SFC y la final del mismo en 2001 entre Galway y Meath. También recibió el premio Celtic Ross Sports Star of the Year en 2001.
La carrera de árbitro concluyó en 2013, después de oficiar el partido de segunda división entre Longford y Laois, su última participación en un campeonato fue con un partido entre Wexford y Longford. Fue reemplazado por David Gough.
Está casado y tiene un hijo. En 2018, trabajaba en el supermecado SuperValu en Clonakilty.